# Santa Catarina do Monte Sinai (nave)
Santa Catarina do Monte Sinai era una caracca portoghese varata nel 1520 con dislocamento 800 t, lunghezza 38 m, larghezza 13 m e pescaggio 4-4,5 m. Costruito a Kochi (India) intorno al 1512, aveva alti castelli, due alberi armati a vela quadra, 140 cannoni ed è raffigurata in un dipinto attribuito a Joachim Patinir.
Nel 1520 funse da nave ammiraglia per il viaggio dell'Infanta Beatriz verso la Savoia, ove avrebbe sposato Carlo II di Savoia.

Nel 1524 funse da ammiraglia di Vasco da Gama nel suo terzo viaggio in India ma scomparve durante il viaggio di ritorno verso il Portogallo (era salpata dall'India nell'aprile 1525).
L'esatto destino della nave è incerto. Secondo alcuni studiosi, D. Luis de Menezes, il capitano licenziato della pattuglia navale indiana, fratello del disonorato governatore D. Duarte de Meneses (imbarcato su un'altra nave della medesima flotta) si ammutinò e prese possesso della nave per servirsene nella sua carriera di pirata nell'Oceano Indiano. Secondo altri, la nave fu catturata dai corsari francesi da qualche parte nell'ultimo tratto atlantico tra il Capo di Buona Speranza e la Penisola Iberica.

## Resoconti della scomparsa
La cattura della nave da parte dei francesi - che se confermata ne farebbe la seconda nave portoghese di un'armata d'India caduta in mani nemiche (la prima fu nel 1509) - è relazionata da Gaspar Correia (seppur dallo stesso presentata come una diceria) e da Francisco de Andrada. Sia Correia sia Andrada affermano che Luís de Menezes si trovava sulla Santa Catarina de Monte Sinai e suo fratello, l'ex governatore Duarte de Meneses su un'altra nave, la São Jorge. 
I cronisti riferiscono che Duarte era sotto stretto controllo, per paura che potesse ordinare alla nave di riparare in Castiglia o Francia per sfuggire alla Corona. Raggiunta l'Isola di Mozambico, la flotta di ritorno dall'India incontrò le navi della flotta in arrivo da Lisbona e si scoprì che la posizione di Duarte presso la Corona non era poi così terribile. Doppiato il Capo di Buona Speranza, Duarte ordinò alla sua nave di fermarsi per rifornirsi d'acqua alla Baia della Tavola (pt. Aguada de Saldanha), ordinando al fratello Luís di proseguire sino a Sant'Elena, loro punto di ritrovo convenuto. Una violenta tempesta pare colpì allora la costa sudafricana, rallentando Duarte che raggiunse Sant'Elena ma non vi trovò il fratello e suppose fosse stato affondato dal maltempo.
Nel 1527, Giovanni III del Portogallo inviò una nave al comando di Diogo Botelho Pereira a perlustrare la costa sudafricana, dal Capo di Buona Speranza a Capo Correntes, alla ricerca dei resti della nave di Luís de Menezes. Le navi portoghesi di ritorno dall'India avevano riferito di aver visto da lontano incendi a forma di croce lungo quel tratto di costa, presumendo fossero segnali dei connazionali naufragati e specificatamente dell'equipaggio di Luís de Menezes. Tuttavia, dopo mesi di ricerche, Diogo Botelho non ne trovò traccia.
Correia e Andrade riportano poi che nel 1536 il capitano della pattuglia portoghese Diogo de Silveira catturò, al largo del Portogallo, un corsaro francese che confessò che suo fratello (anch'egli pirata) aveva catturato la nave di Luís de Menezes nell'Atlantico un decennio prima. Riferì che mentre la nave stava soccombendo, Luís si era arreso al nemico ma i francesi, dopo aver confiscato il carico della Santa Catarina, l'avevano bruciata in mare con l'equipaggio (incluso Luís) a bordo. 
Questo, secondo Correia e Andrada, fu il destino di Santa Catarina de Monte Sinai. Sebbene sembri improbabile che una nave così ben armata possa cadere così facilmente, vale la pena ricordare che era anche pesantemente carica di merci indiane e martoriata dalla tempesta e che, a quanto si dice, viaggiava con equipaggio ormai decimato, inabile a governarla efficacemente. Si sarebbe cioè ripetuto (per meglio dire anticipato) il destino delle altre grandi caracche portoghesi conquistate dal nemico nella fase terminale del loro viaggio: v.si la São Filipe catturata da Sir Francis Drake nel 1587 e la gigantesca Madre de Deus catturata da Sir John Burroughs nel 1592. 
Tuttavia, è anche possibile che sia stato commesso un errore nelle cronache e che le posizioni siano state invertite, cioè che il governatore uscente Duarte fosse al comando della Santa Catarina e suo fratello Luís della São Jorge e quindi sia stata quest'ultima ad essere catturata dai francesi. Correia riferisce inoltre che al primo scalo in madrepatria, Faro (in Algarve), Duarte ricevette notizie questa volta preoccupanti circa il suo destino a Corte e che pertanto sbarcò buona parte del suo tesoro privato dalla nave affidandolo ad una sua cugina di Faro.
Successivamente Duarte prese il controllo della nave e, nonostante le proteste degli ufficiali, si fece sbarcare (insieme al suo bagaglio) a Sesimbra, sua tenuta signorile. La sera stessa si levò una tempesta che investì la nave, ancorata al largo di Sesimbra, facendola schiantare a riva (secondo Correia grazie agli intrighi di Duarte che aveva fatto tagliare le cime d'ormeggio ad alcuni suoi fedelissimi) con conseguente perdita del tesoro ancora a bordo. Correia afferma che Duarte voleva fare "in modo che la gente pensasse che tutta la sua ricchezza fosse perduta [...] e che potesse mostrare la stessa perdita davanti al re e a tutta l'umanità, con la perdita di suo fratello e di così tanti suoi uomini, con la perdita del re." Questo potrebbe essere un altro possibile destino della Santa Catarina. 
In seguito, Duarte de Meneses fu chiamato davanti alla Corte ad Almeirim e, dopo un breve colloquio con Re Giovanni III, fu arrestato e imprigionato a Torres Vedras. Giovanni III lo scampò all'esecuzione sperando di fargli confessare il nascondiglio del tesoro che aveva nel frattempo attirato miriadi di cacciatori intenti a setacciare le spiagge intorno a Faro nella speranza di trovarlo.

### Fonti
- (PT) João de Barros, Décadas da Ásia: Dos feitos, que os Portuguezes fizeram no descubrimento, e conquista, dos mares, e terras do Oriente, 1552-1559.
- (PT) Diogo do Couto, Décadas da Ásia: Dos feitos, que os Portuguezes fizeram no descubrimento, e conquista, dos mares, e terras do Oriente, 1602-1645.
- (PT) Gaspar Correia, Lendas da Índia, Lisbona, Academia Real das Sciencias, 1858-64  [1550].

### Studi
- (PT) Gomes T, Navios Portugueses - Séculos XIV a XIX, Edições Inapa, 1995.
- (PT) Costa Quintella I, Annaes da Marinha Portugueza Vol.1, Lisbona, Academia Real das Sciencias, 2009.
- (EN) Subrahmanyam S, The Career and Legend of Vasco da Gama, Cambridge, Cambridge University Press, 1997.